# Équipe cycliste Bicicletas Rodríguez-Extremadura
L'équipe cycliste Bicicletas Rodríguez-Extremadura est une formation espagnole de cyclisme sur route créée en 2005.

## Histoire de l'équipe
L'équipe est créé en 2005 sous le nom Spiuk-Semar. Elle fait alors partie des équipes continentales. L'année suivante, la communauté autonome d'Estrémadure devient co-sponsor de l'équipe qui devient Spiuk-Extremadura.
Devenue Extremadura en 2008, elle acquiert le statut d'équipe continentale professionnelle.
En 2009, elle prend le nom d'Extremadura-Spiuk et descend au statut élite et moins de 23 ans espagnol.
Depuis 2013, l'équipe se nomme Bicicletas Rodríguez-Extremadura.

## Bicicletas Rodríguez-Extremadura en 2017

### Effectif
| Cycliste              | Date de naissance | Nationalité | Équipe 2016                          |  |
| --------------------- | ----------------- | ----------- | ------------------------------------ |  |
| Manuel Jesús Castilla | 2 mars 1997       | Espagne     | Bicicletas Rodríguez-Extremadura     |  |
| Adrián Cobos          | 22 juin 1998      | Espagne     | Ciclos Cabello-Restaurante Alexandre |  |
| David Correyero       | 10 mars 1998      | Espagne     |                                      |  |
| Mauricio Cortés       | 19 mars 1998      | Espagne     |                                      |  |
| Marcos Galán          | 3 avril 1997      | Espagne     | Bicicletas Rodríguez-Extremadura     |  |
| Sergio Jiménez        | 15 octobre 1998   | Espagne     | Bicicletas Rodríguez-Extremadura     |  |
| Francisco López Mayo  | 17 mai 1996       | Espagne     | Bicicletas Rodríguez-Extremadura     |  |
| Jesús Montero         | 16 octobre 1992   | Espagne     | Bicicletas Rodríguez-Extremadura     |  |
| Elías Ortiz           | 10 février 1995   | Espagne     | Café Baqué-Conservas Campos          |  |
| Ignacio Piquero       | 4 février 1997    | Espagne     | Bicicletas Rodríguez-Extremadura     |  |
| Pablo Salido          | 6 octobre 1995    | Espagne     | Bicicletas Rodríguez-Extremadura     |  |
| Jesús Alberto Ruiz    | 19 décembre 1995  | Espagne     | Bicicletas Rodríguez-Extremadura     |  |
| Manuel Santos         | 19 février 1998   | Espagne     |                                      |  |